# ذوالفقارخان اسعدالدوله

ذوالفقار خان اسعدالدوله و فخرالملک اردلان حاکم زنجان.

ذوالفقارخان افشار اسعدالدوله که ابتدا ملقب به سهم السلطنه بود، وی از خوانین زنجان و فرزند حسین‌قلی‌خان افشار «ناظم العداله» بود. او فرمانده فوج سوار خمسه بود.
ذوالفقارخان در فتح هرات که در سالهای ۱۲۷۲ و ۱۲۷۳ رخ داد، با سواران خود به جنگ رفت و در کنار مرادمیرزا حسام‌السلطنه پسر عباس میرزا جنگید و چون با فتح و پیروزی بازگشت مورد لطف شاه قرار گرفت. ناصرالدین شاه به وی درجه سرتیپی و لقب اسعد الدوله داد و او را به حکومت زنجان منصوب کرد. او مردی متدین و شجاع و مورد احترام بود. پل معروف به پل سردار از آثار اوست و خواهر وی جمیله خانم؛ همسر امیرتومان رضاقلی‌خان فخیم‌الدوله؛ پسر میرزا ابراهیم‌خان مظفرالدوله خمسه‌ای «مظفری» بانی مسجد و مدرسه معروف به «مسجد خانم» در زنجان می‌باشد، فرزندان ذکور او حسینقلی‌خان سردار اسعدالدوله ثانی «منیع‌الدوله» و علیقلی‌خان «اعظام‌السلطنه» بود.

## فرزندان
اسعدالدوله، مکرم‌الدوله نوه دختری هدایت‌الله خان گیلانی «اتور خان رشتی» را به همسری برگزید و از او صاحب ۲ پسر به نام‌های:
1. علی‌قلی‌خان اعظام‌السطنه، که در جوانی درگذشت. همسر او منورالدوله دختر سلطان‌علی‌خان وزیرافخم بود و صاحب یک فرزند شد.
  1. محمد ذوالفقاری (زادهٔ ۱۲۸۰ هـ. ش، درگذشت ۱۳۵۵ هـ. ش)، نمایندهٔ ادوار ۱۴، ۱۵، ۱۶ و ۱۷ مجلس شورای ملی، نایب رئیس دورهٔ ۱۷ مجلس شورای ملی، استاندار مازندران و اصفهان، سفیر کبیر ایران در کابل و سناتور تبریز در ادوار ۵، ۶ و ۷ مجلس سنای ایران.
2. حسینقلی‌خان منیع‌الدوله (سردار) که پدر برادران مشهور ذوالفقاری بود.

دختران اسعدالدوله امیربانو همسر حسین پاشاخان امیر بهادر جنگ، توران‌الدوله که ابتدا همسر سالار اعظم تبریزی بود و بعد از درگذشت او با ابوالقاسم‌خان مافی «برهان‌الدوله» ازدواج کرد و رخشنده سلطان خانم همسر فخیم‌الملک وزیری «انتظام وزیری» بود.

## درگذشت
اسعدالدوله به سال ۱۳۳۵ قمری در زنجان درگذشت. او هنگام درگذشت نزدیک به ۹۰ سال داشت. یگانه وارث او در آن زمان حسینقلی‌خان منیع‌الدوله بود، که پس از پدر اسعدالدوله لقب گرفت.